# مک‌دونالد (کالیفرنیا)
مک‌دونالد (به انگلیسی: McDonald) یک منطقهٔ مسکونی در ایالات متحده آمریکا است که در شهرستان مارین، کالیفرنیا واقع شده‌است. مک‌دونالد ۴۱ متر بالاتر از سطح دریا واقع شده‌است.